# 가이다촌
가이다촌(일본어: 開田村)은 일본 나가노현 기소군에 설치되었던 촌이다. 온타케산 자락이 펼쳐진 고원 마을이다.

## 지리
나가노 현 서부에 위치하고 기후 현에 접한다. 마을 서부는 서쪽으로 솟은 온타케산 자락으로 이루어져 있고 북부·동부는 히다 산맥 남단의 산들이 이어진다.
거의 전역이 해발 1,000m 이상의 고지에 있기 때문에 그 기후는 일년 내내 매우 냉량하다. 한여름에도 30℃를 넘는 일은 거의 없고, 한겨울에는 영하 20℃ 이하가 되는 날이 1년에 여러 번 있다.
온타케산 자락을 중심으로 한 구역은 '가이다 고원'이라 불리며 관광지화되어 있다. 또한 예로부터 기소마의 주산지였다.

## 역사
- 1875년 9월 7일 - 지쿠마현 지쿠마 군 니시노 촌·스에가와 촌이 합병해 가이다 촌이 되었다.
- 1876년 8월 21일 - 나가노현의 소속이 되었다.
- 1878년 1월 4일 - 군구정촌 편제법 시행에 의해 가이타 촌이 니시치쿠마 군 소속이 되었다.
- 1889년 4월 1일 - 정촌제 시행과 함께 니시노촌·스에카와촌의 구역으로 가이다촌이 성립하였다.
- 1968년 5월 1일 - 니시치쿠마 군이 기소 군으로 개칭하였다.
- 2005년 11월 1일 - 기소후쿠시마정, 히요시촌, 미타케촌과 합병해 기소정이 성립하였다. 동일 가이다촌은 폐지되었다.

## 교통

### 도로
- 국도 361호선